# 蒙古國陸軍
蒙古國陸軍（蒙古語： 直译：「蒙古武裝部隊地面部隊」 ）是蒙古武装部队的陆军，于1992年由原蒙古人民军的部分部队组建而成。它被称为“蒙古通用部队”直到 2016 年。

## 历史
現今的蒙古陸軍的前身為蒙古人民軍，而民主化後蒙古國的軍隊也繼承了一大部分蘇聯時期的武器裝備，而目前，蒙古国武装部队由义务兵役制改为兵役与其他兵役交替制，变得更加紧凑和专业。陆军是武装力量的核心，是军事保卫国家的主要力量。在和平时期，地面部队的使命是确保蒙古武装部队的动员状态，为民众提供军事训练，形成人力资源，并组织军事装备和物资储备的维护、保护和维修。根据军事单位和组织的组织特点，地面部队分为战斗部队、执行战斗任务部队、训练部队、训练战斗部队以及储备和勤务部队。
由于1997年开始的改革进程，蒙古武装部队的部队被重组为旅营体制。和平时期，旅级单位实行混合人员编制（即常备战备、常训常备、常备兵力）。 2016年，通用部队更名为现名武装部队地面部队。 1997年，蒙古武装部队有650辆坦克、120辆轻型装甲侦察车、400辆装甲步兵战车、300辆装甲运兵车、300门牵引火炮、130门多管火箭炮、140门迫击炮和200门反坦克炮。蒙古使用 20 世纪 70 年代苏联集团的武器、运输和装备，将其军队部署到伊拉克和阿富汗的维和行动中。尽管蒙古军队非常熟练地使用这些武器装备，但它们无法与联军其他成员互操作。除美国提供的哈里斯公司通讯设备外，蒙古国没有其他可互操作的设备。 2008年1月14日至18日，俄罗斯空军总参谋长采维格苏伦·托古中将在对莫斯科进行正式访问期间签署了从俄罗斯采购1.2亿美元装备和车辆的协议。 

### 主要裝備
- 主力戰車：

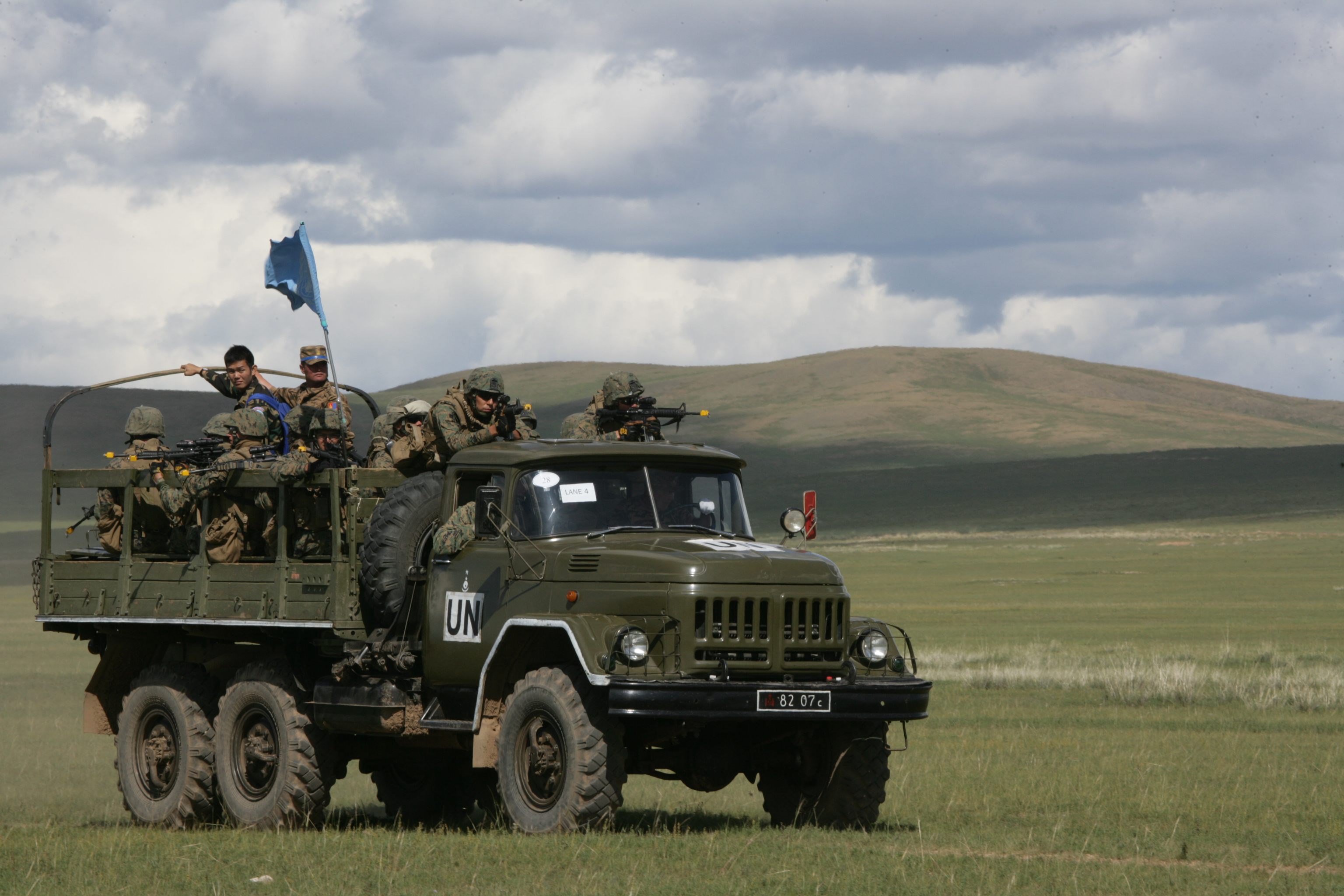
蒙古陸軍配備的吉尔-131卡车

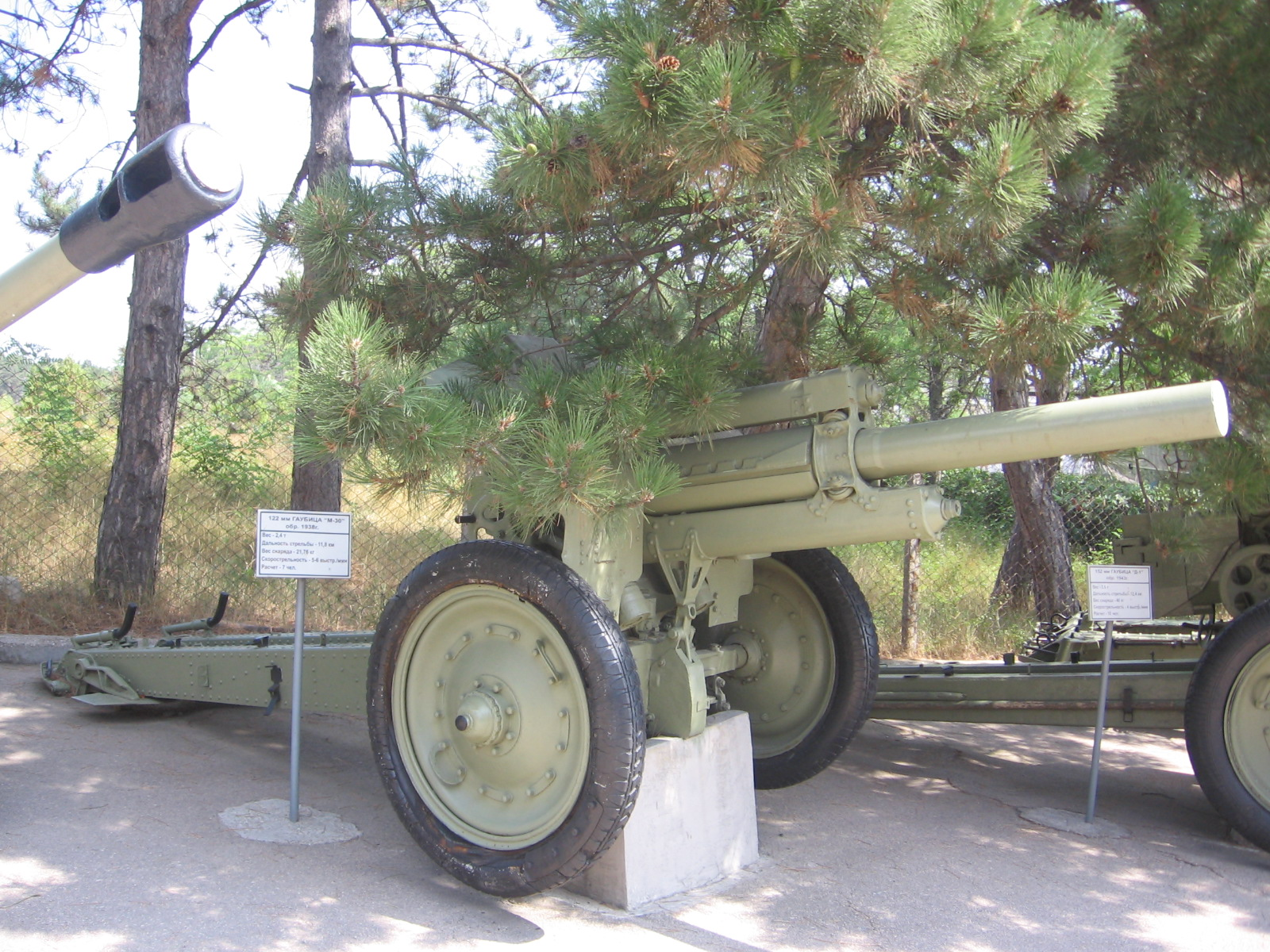
蒙古陸軍配備同等的M-30 122mm 榴彈砲

  -  T-54/55 - 370輛
  -  T-62 - 280輛
  -  T-72A - 100輛（俄羅斯於2016年以援助名義移交）

- 步兵戰鬥車/裝甲運兵車：
  -  BMP-1 - 約420輛
  -  BTR-60 - 350輛
  -  BTR-70 - 40+輛
  -  BTR-80 - 450輛
  -  BRDM-2（英语：BRDM-2） - 120輛

- 多管火箭炮：
  -  BM-14 - 100+輛
  -  BM-21火箭炮 - 130輛

- 大砲/迫擊砲：
  -  D-30 122mm 榴彈砲（英语：122 mm howitzer 2A18 (D-30)） - 300
  -  M-46 130mm 加農炮 - 150
  -  BS-3 100mm 野戰砲 - 200+
  -  M-30 122mm 榴彈砲 - 100
  -  ML-20 152mm 榴彈砲 - 50
  -  D-44型85毫米战防炮 - 200
  -  D-48 85mm（英语：85 mm antitank gun D-48） - 250
  -  T-12反坦克炮 - 24

- 可移動式／攜帶式防空武器：
  -  9K31 Strela-1
  -  ZSU-23-4自行高炮
  -  ZU-23-2雙管高射炮
  -  M1939 (61-K)61-K 37mm 自動防空砲
  -  57毫米С-60高射炮
  -  ZPU-4（英语：ZPU）
  -  9K32 Strela-2（SA-7）
  -  S-75
  -  SA-3
  -  SA-5
  -  SA-10

- 反裝甲武器
  -  RPG-7
  -  SPG-9

- 槍械：
  -  馬卡洛夫手槍
  -  AK突擊步槍
  -  AKM突擊步槍
  -  AKMS突擊步槍
  -  IMI微型加利爾卡賓槍（特種部隊使用）
  -  IWI X95突擊步槍（特種部隊使用）
  -  SKS半自動步槍（儀仗隊使用）
  -  HK MP5衝鋒槍（特種部隊使用）
  -  SVD狙擊步槍
  -  IMI Galatz狙擊步槍（特種部隊使用）
  -  VSK-94狙擊步槍（特種部隊使用）
  -  OSV-96狙擊步槍（特種部隊使用）
  -  PKM通用機槍
  -  RPK輕机槍
  -  DShK重机槍
  -  NSV重机槍